# Josef Homolatsch

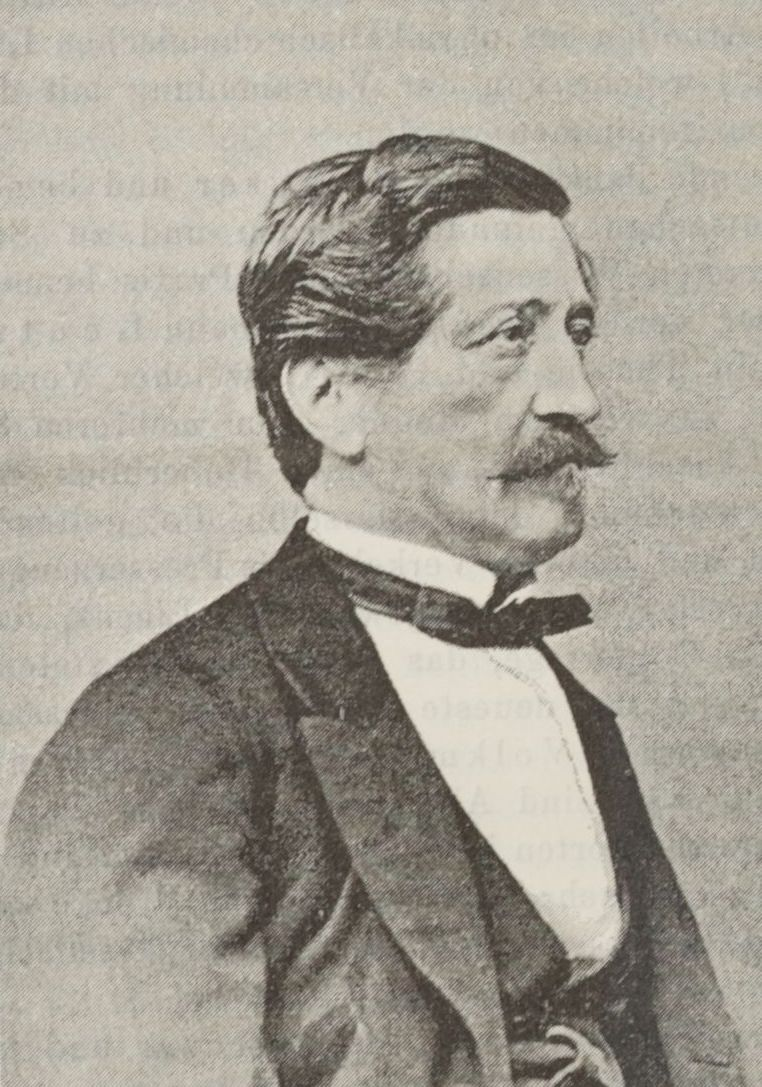
Josef Homolatsch

Josef Homolatsch (* 1812 in Lettowitz; † 9. April 1888 in Wien) war ein österreichischer Beamter, Fotograf und Fabrikant. 

## Leben
Homolatsch besuchte das Gymnasium in Teschen und studierte an der Universität Wien Philosophie. Von 1846 bis zu seiner Pensionierung 1864 arbeitete er in der k. k. Hof-Postbuchhaltung. 
Neben seinem Hauptberuf begann er schon kurz nach 1840, sich mit Fotografie zu beschäftigen. Als Autodidakt widmete er sich der Daguerreotypie und der Ferrotypie. Außerdem war er einer der Ersten, die sich der galvanischen Vergoldung widmeten. Durch diese Aktivitäten konnte Homolatsch ein großes Vermögen erwirtschaften; so besaß er mehrere Häuser und Villen. 
Homolatsch befasste sich daneben auch mit der Galvanoplastik und mit der Produktion von Albuminpapier. Nach seiner Pensionierung betrieb er ein eigenes Foto-Atelier in Wien und war Mitglied der Photographischen Gesellschaft in Wien.